# Kedar Williams-Stirling

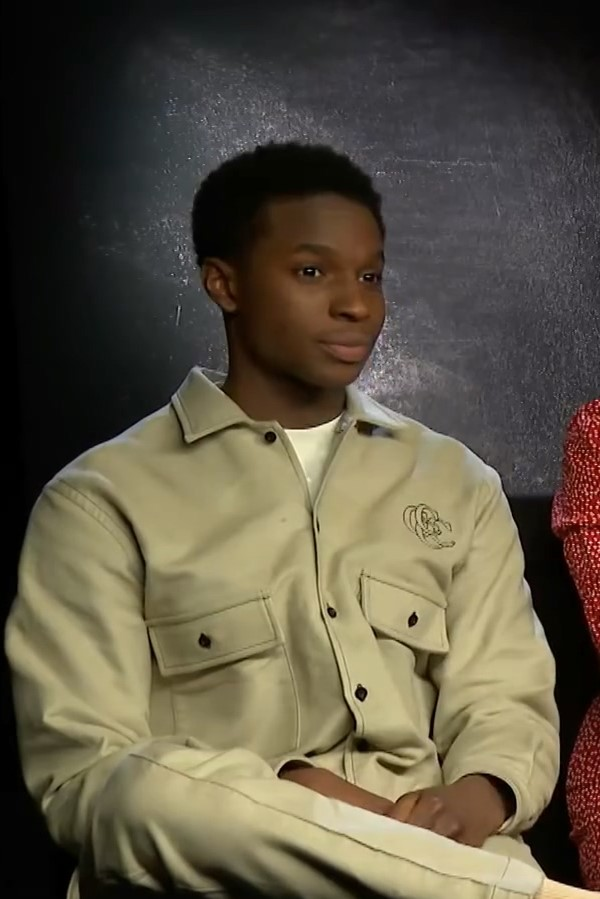
Kedar Williams-Stirling, 2019

Kedar Williams-Stirling (* 4. Dezember 1994 in Manchester, England) ist ein britischer Schauspieler.

## Leben
Kedar wurde als jüngstes Kind in der Familie Stirling als Kedar Williams geboren.
Im Jahr 2012 spielte er in der ersten Staffel von Wolfblood – Verwandlung bei Vollmond die Rolle des Tom Okinawa. 2016 war Williams-Stirling in der Rolle des Mandinka-Jungen Sitafa in der Miniserie Roots zu sehen.
2019 spielte er in der Netflix-Serie Sex Education die Rolle des Jackson Marchetti.

## Filmografie (Auswahl)

### Filme
- 2010: Shank
- 2011: Drink, Drugs and KFC
- 2013: You Are Me
- 2014: Montana
- 2016: Elderflower
- 2018: Two Graves
- 2019: Changeland
- 2020: Lovers Rock

### Serien
- 2007: The Bill (1 Episode)
- 2008: Silent Witness (2 Episoden)
- 2009: Doctors (1 Episode)
- 2012–2014: Wolfblood – Verwandlung bei Vollmond (Wolfblood, Staffeln 1–3)
- 2013: School for Stars (1 Episode)
- 2014: Officially Amazing (1 Episode)
- 2015: Ultimate Brain (1 Episode)
- 2016: Roots (1 Episode)
- 2017: Death in Paradise (1 Episode)
- 2017: Will (6 Episoden)
- 2019–2023: Sex Education (24 Episoden)